# Noivinha-coroada
Noivinha-coroada (Xolmis coronatus) é uma ave passeriforme da família dos tiranídeos que habita as regiões arbustivas do Paraguai, Argentina, Bolívia, Brasil, dentre outros. Por sua área de distribuição ser grande, não é provável que a população esteja em declínio, na verdade é bem comum. Outro fator relacionado é que a espécie também é utilizada como animal de estimação e de exibição, além de estar presente em locais de conservação. É uma ave migratória. 